# Warner Bros. Discovery Americas
Warner Bros. Discovery Latin America é uma empresa que administra uma coleção de canais pagos e outros serviços na América Latina.
Fundado em 9 de março de 1993, a divisão opera atualmente as seguintes marcas: HBO, CNN International, CNN en Español, CNN Chile, TNT, TNT Series, TNT Sports,  Discovery, Space, Warner Channel, Cartoon Network, Cartoonito, Tooncast, e HBO Max.
A empresa Warner Bros. Discovery Internacional do Brasil transmite os canais de televisão por assinatura para o Brasil, com a sede na cidade de São Paulo, estado de São Paulo.

## Portfólio

### Canais de notícias
- CNN Brasil (marca licenciada para a Novus Midia)
- CNN Chile
- CNN en Español
  - CNN en Español Pan-regional
  - CNN en Español México
- CNN International (distribuição e vendas de anúncios locais)
- HLN (distribuição)
- CNN (distribuição)

### Canais de esporte
- TNT Sports
  - TNT Sports Argentina
  - TNT Sports Chile

### Canais de entretenimento
- Warner Channel (HD)
  - Warner Pan-regional
  - Warner Argentina
  - Warner México
  - Warner Colômbia
  - Warner Brasil
- TNT (HD)
  - TNT Pan-regional
  - TNT México
  - TNT Chile
  - TNT Argentina
  - TNT Brasil
  - TNT Colômbia
  - TNT Venezuela
- Space (HD)
  - Space Pan-regional
  - Space Argentina
  - Space México
  - Space Colômbia
  - Space Brasil
- Adult Swim (HD)
  - Adult Swim Pan-regional
  - Adult Swim Brasil
- Cartoonito (HD)
  - Cartoonito Pan-regional
  - Cartoonito México
  - Cartoonito Brasil
- Tooncast
- Cartoon Network (HD)
  - Cartoon Network Pan-regional
  - Cartoon Network Chile
  - Cartoon Network Colômbia
  - Cartoon Network México
  - Cartoon Network Argentina
  - Cartoon Network Brasil
- TNT Novelas (HD)
  - TNT Novelas Brasil
  - TNT Novelas Latinoamérica
- TNT Series (HD)
  - TNT Series Pan-regional
  - TNT Series Argentina
  - TNT Séries Brasil
- Turner Classic Movies
  - TCM Pan-regional
  - TCM Argentina
  - TCM Brasil
- Cinemax
  - Cinemax Pan-regional
  - Cinemax Chile
  - Cinemax Colômbia
  - Cinemax México
  - Cinemax Argentina
  - Cinemax Brasil

Discovery
- - Discovery Pan-regional
  - Discovery Chile
  - Discovery Colômbia
  - Discovery México
  - Discovery Argentina
  - Discovery Brasil

Discovery Kids
- - Discovery Kids Pan-regional
  - Discovery Kids Chile
  - Discovery Kids Colômbia
  - Discovery Kids México
  - Discovery Kids Argentina
  - Discovery Kids Brasil

Animal Planet
- - Animal Planet Pan-regional
  - Animal Planet Chile
  - Animal Planet Colômbia
  - Animal Planet México
  - Animal Planet Argentina
  - Animal Planet Brasil
- TLC
  - TLC Pan-regional
  - TLC Chile
  - TLC Colômbia
  - TLC México
  - TLC Argentina
  - TLC Brasil
- Discovery Home & Health
  - Discovery Home & Health Pan-regional
  - Discovery Home & Health Chile
  - Discovery Home & Health Colômbia
  - Discovery Home & Health México
  - Discovery Home & Health Argentina
  - Discovery Home & Health Brasil
- HGTV
  - HGTV Pan-regional
  - HGTV Chile
  - HGTV Colômbia
  - HGTV México
  - HGTV Argentina
  - HGTV Brasil
- Discovery Science
  - Discovery Science Pan-regional
- Discovery Turbo
  - Discovery Turbo Pan-regional
  - Discovery Turbo Brasil
- Golf Channel LA
- Discovery Theater
  - Discovery Theater Pan-regional
- Discovery World
- ID
  - ID Pan-regional
  - ID Chile
  - ID Colômbia
  - ID México
  - ID Argentina
  - ID Brasil
- Food Network
  - Food Network Pan-regional
  - Food Network Chile
  - Food Network Colômbia
  - Food Network México
  - Food Network Argentina
  - Food Network Brasil

| - HBO Pack - HBO - HBO 2 - HBO Plus - HBO Family - HBO Signature - HBO Mundi - HBO Xtreme - HBO Pop |

### Plataformas video on demand/streaming
- TNT Go (extinta)
- Cartoon Network App
- Estádio TNT Sports (Brasil e Chile) (extinta)
- TNT Sports Go (Argentina e Chile) (extinta)
- Max
- Discovery+ (Brasil)
- HBO Go (extinta)
- Space Go (extinta)
- Cartoon Network Go (extinta)
- Cartoon Network Já (extinta)
- EI Plus (extinta)
- Estadio CDF (extinta)

### Canais que não pertencem mais
- Woohoo (agora de propriedade de Antônio Ricardo e Ricardo Bocão)
- FashionTV (agora de propriedade da Box Brazil)
- Chilevisión (vendido para ViacomCBS Networks Americas em 2021)

### Canais extintos
- TNT² (Brasil)
- TNT³ (Brasil)
- Retro
- Glitz*
- Esporte Interativo
- Esporte Interativo 2
- Esporte Interativo BR
- Infinito
- Boomerang
- TBS (América Latina)
- I.Sat
  - I.Sat Pan-regional
  - I.Sat Argentina
- TruTV (HD)
  - TruTV Pan-regional
  - TruTV Brasil
- HTV
- MuchMusic